# Thecla betulae
Thecla betulae es una mariposa de la familia Lycaenidae que se distribuye a través de la mayoría del Paleártico. 
Vuela en el norte de España, Galicia, Asturias, cordillera Cantábrica, ausente en Portugal e islas mediterráneas.

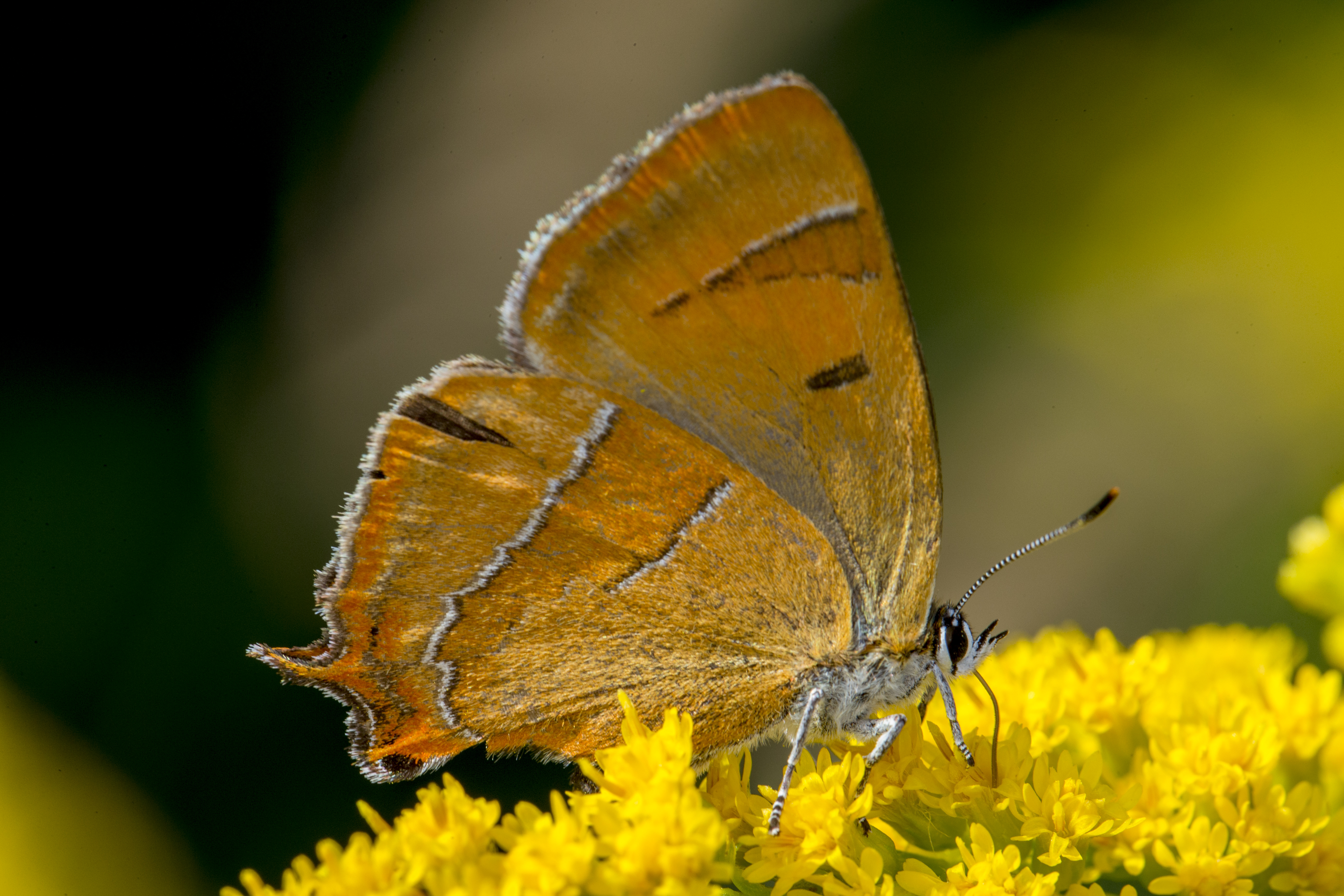
Thecla betulae, alas cerradas.

## Subespecie
- T. b. betulae Europa, N.Caucasus, Transcaucasia,  Saur, Tarbagatai, Dzhungarsky Alatau, Siberia, Amur, Ussuri. Larva en Prunus spinosa (Caucasus), Crataegus sanguinea, (S.Altai,Saur)
- T. b. crassa Sanguijuela, 1894 S.Ussuri Larva en Padus asiatica, Armeniaca mandschurica
- T. b. elwesi Sanguijuela, 1890 China Del oeste, China Central
- T. b. yiliguozigounae Huang & Murayama, 1992 China

## Aspecto y comportamiento

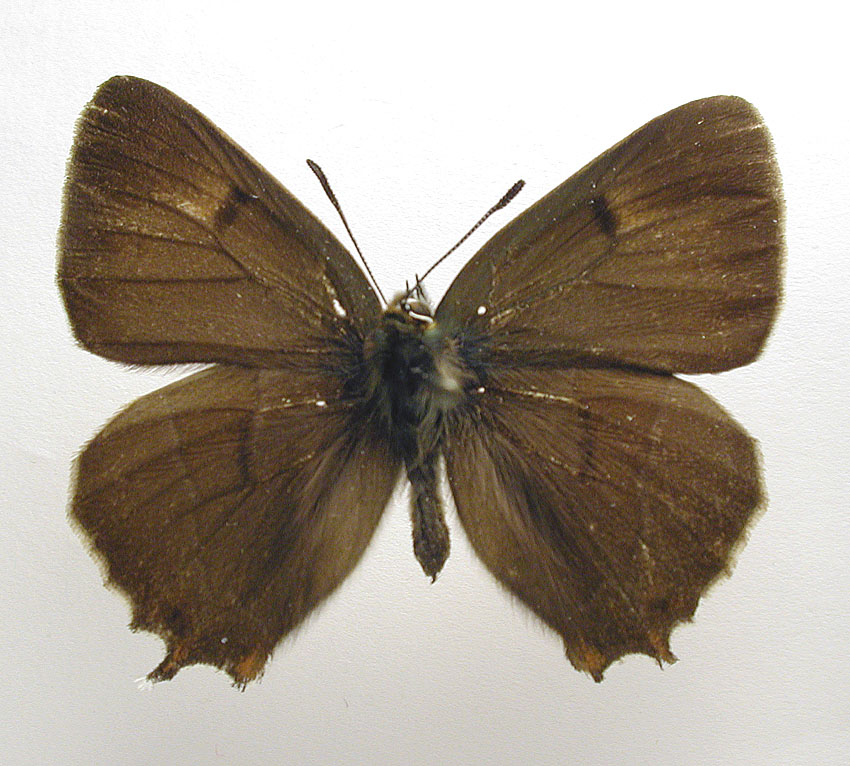
Thecla betulae (macho)

Una pequeña mariposa que se puede ver a lo largo de setos, matorrales, y bordes de bosques pero es a menudo pasada por alto, pues pasa mucho tiempo en las partes altas de grandes árboles, entre ellos, prefiere los de la especie Fraxinus excelsior. Machos y hembras se congregan en las partes superiores de árboles aislados. Una vez apareados, la hembra desciende a las ramas bajas del árbol para empezar a poner sus huevos. Los machos raramente descienden y ambos alimentan principalmente en su parte alta de rocío de miel, es decir, un líquido que envuelve las semillas de algunas plantas; otras, es secretada por la propia planta y llega a ser confundida con savia, pero se diferencia de esta por su escaso contenido en nitrógeno y otros nutrientes; y en otras ocasiones es secretada por parásitos de la planta.
Ambos sexos son marrón oscuro en la parte superior de sus alas con colas naranjas. La hembra también tiene una banda naranja brillante a través de ambos alas. El reverso es similar en ambos sexos y es naranja brillante con dos bandas blancas.

## Ciclo de vida y plantas nutricias

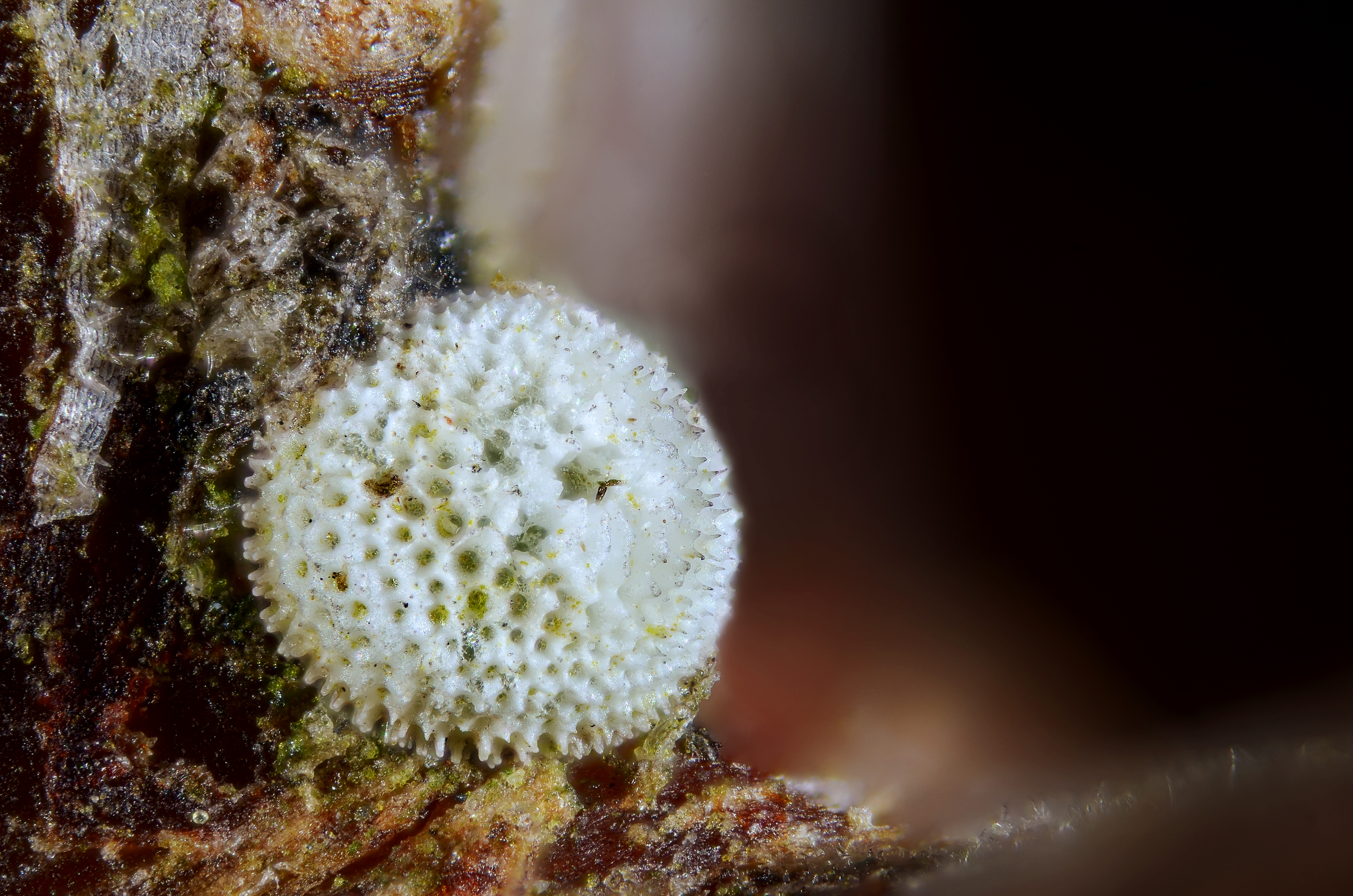
Huevo

En Europa la hembra pone sus huevos en endrinos (Prunus spinosa), Prunus domestica y Crataegus monogyna, en agosto tardío para pasar el invierno, haciendo eclosión la primavera siguiente cuando los brotes se abren. Se ha descubierto que la mejor manera de encontrar los lugares en los que cría esta especie es buscar los huevos blancos en el invierno. Las larvas están extremadamente bien camufladas y se alimentan solo durante la noche, quedando inmóviles durante el día. Su metamorfosis a pupa tiene lugar en la hojarasca, aproximadamente en junio tardío o julio temprano y atrae a las hormigas quienes la entierran en las capas superficiales del hormiguero.